# Frans Vermeyen
Frans Vermeyen (Turnhout, 25 de marzo de 1943 - ibídem, 18 de enero de 2014) fue un futbolista belga que jugaba en la demarcación de delantero y entrenador de porteros.

## Biografía
Frans Vermeyen debutó como futbolista en 1959 a los 16 años de edad con el Lierse SK. Un año después de su debut ganó la Primera División de Bélgica. Además en 1963 quedó en el tercer puesto para ganar la bota de oro belga. En 1969, ganó la Copa de Bélgica ante el RWDM en un partido que ganó por 2-0. El punto culminante de su carrera deportiva llegó en los cuartos de final de la Copa de la UEFA 1971-72 ante el AC Milan al caer derrotados, después de eliminar al Leeds United AFC y al PSV Eindhoven. En 1973, tras haber marcado 122 goles en 366 partidos jugados con el Lierse, fichó por el Royal Antwerp FC por dos temporadas. Finalmente en 1975, y tras una temporada en el KFC Dessel Sport, Vermeyen se retiró como futbolista a los 32 años de edad.
Frans Vermeyen falleció el 18 de enero de 2014 en Turnhout a los 70 años de edad.

## Selección nacional
Frans Vermeyen jugó un total de seis partidos con la selección nacional de fútbol de Bélgica entre 1963 y 1965, marcando además dos goles.

## Clubes
| Club             | País    | Año         | Partidos | Goles |
| ---------------- | ------- | ----------- | -------- | ----- |
| Lierse SK        | Bélgica | 1959 - 1973 | 366      | 122   |
| Royal Antwerp FC | Bélgica | 1973 - 1975 | 29       | 5     |
| KFC Dessel Sport | Bélgica | 1975 - 1976 | 0        | 0     |

## Palmarés

### Campeonatos nacionales
| Título                      | Club      | País    | Año  |
| --------------------------- | --------- | ------- | ---- |
| Primera División de Bélgica | Lierse SK | Bélgica | 1960 |
| Copa de Bélgica             | Lierse SK | Bélgica | 1969 |